# Silvie de zăvoi

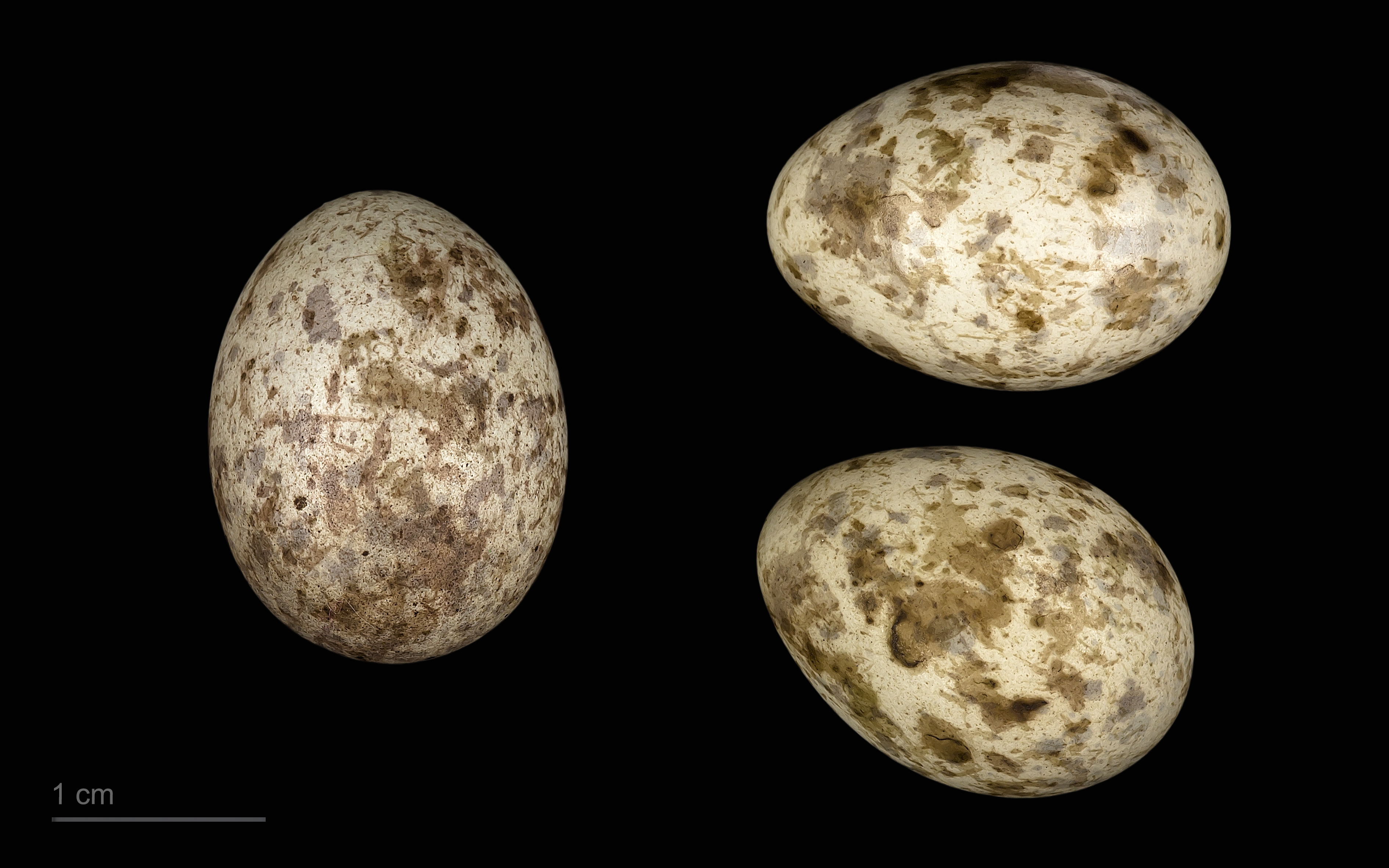
Cuculus canorus canorus într-un cuib de Sylvia borin borin - MHNT

Silvia de zăvoi (Sylvia borin), numită și silvie de grădină, privighetoare de grădină, este o pasăre migratoare din familia silviidelor, ordinul paseriformelor, răspândită în Europa și Asia de Vest, limita estică a habitatului apropiindu-se de Mongolia. Este o specie migratoare, care iernează în centrul și sudul Africii.

## Descriere
Este o pasăre mică, având o lungime de 15 cm, cât vrabia, și o greutate de 12-14 grame. Longevitatea maximă înregistrată în natură este de 14 ani. Partea dorsală a corpului este brun-măslinie sau cenușiu-brun, cu aripile și coada mai întunecate. Partea inferioară este galben-albicios sau roz-albicioasă murdar, iar părțile laterale ale corpului puțin mai întunecate, măslinii-cenușii. Tectricele subalare sunt galben-ruginiu-albicioase. Rahisurile remigelor și tectricelor pe partea inferioară sunt albe. Vârful cozii este drept. Picioarele sunt scurte, cenușiu-brune. Ciocul este cafeniu deschis, lățit la bază, ascuțit la vârf. Coloritul celor două sexe este identic.

## Suspecii
Sunt descrise 2 subspecii: Sylvia borin borin și Sylvia borin woodwardi. În România și Republica Moldova cuibărește subspecia Sylvia borin borin, care este un oaspete de vară. În România este destul de frecventă în Delta Dunării, dar se întâlnește și în regiunile de șes și cele deluroase, îndeosebi din Banat și Transilvania.

## Habitat
Populația cuibăritoare estimată în România este de 200.000-400.000 de perechi. Cuibărește în tufișurile și subarboretul din lizierele de pădure, în vecinătatea poienelor, a luncilor râurilor și în parcurile din localități. Preferă regiunile mlăștinoase, pădurile de sălcii, de foioase și mixte, cu subarboret bogat și pădurile adiacente râurilor sau chiar trestiișurile, evită totuși pădurile de conifere.
Este o specie omnivoră, hrănindu-se cu hrană  de origine animală, cât și vegetală. Primăvara și vara consumă diverse insecte, toamna - pomușoare, bobițe și fructe. Insectele și larvele lor sunt prinse de pe frunze și tulpini, câteodată zburând în punct fix pentru a le prinde, într-o manieră similară muscarilor. Sosește din cartierele de iernat pe la mijlocul lunii aprilie. Masculii, printr-un cântec caracteristic, își anunță ceilalți vecini despre marcarea teritoriului de cuibărire și, totodată, ademenește femela. Are un cântec variat și mai prelung decât cel al silviei cu cap negru, care constă dintr-un gângurit melodios, lipsit de notele finale clare. Strigătul de alarmă este aspru, ușor nazal, repetat încontinuu, "cec-cec-cec". Cuibul este bine ascuns în vegetație, fiind amplasat în tufișuri, copaci tineri, la bifurcarea ramurilor joase ale copacilor bătrâni sau printre buruieni, de regulă la 0,3-2 m, mai rar la 3 m înălțime de la sol și are o dimensiune de 8 cm înălțime și 12 cm lățime. Are forma unei cupe, fiind construit din iarbă uscată, frunze, mușchi și mlădițe, căptușit cu ierburi fine, păr și rădăcini. Ponta este depuse de la mijlocul lunii mai până în iulie și este alcătuită din 2-6 (de obicei 4-5) ouă fusiforme, netede, lucitoare, albicioase sau cu o ușoară tentă ruginie, verzuie sau rozacee, cu pete și puncte maro în diferite nuanțe, violet sau gri, având centrul mai întunecat; dimensiunea medie a ouălor este de 20×15 mm. Mai rar poate depune 2 ponte pe an. Clocesc ambii părinți, în decurs de 12-14 zile,  însă masculul cuibărește numai ziua. Puii sunt nidicoli, golași, cu gâtlejul roz-roșcat deschis, cu două puncte purpurii la baza limbii; umflătura marginală a ciocului este albă mat, ei devin zburători în doar 10 zile, deoarece părinții îi hrănesc în mod intensiv. Puii părăsesc cuibul de obicei înainte de a fi capabili de zbor, însă rămân împreună cu adulții încă 2 săptămâni. În august-octombrie silvia de zăvoi migrează în Africa tropicală, unde iernează. Este o pasăre folositoare, hrănindu-se în perioada caldă a anului cu un număr mare de nevertebrate fitofage dăunătoare copacilor.